# 정의의 아군
《정의의 아군》(正義の味方) 히지리 치아키의 만화이자 이를 원작으로 한 텔레비전 드라마이다. 한국에는 《정의는 나의 것》이란 제목으로 만화책이 출판됐다.

## 줄거리
여고생 나카타 요코의 언니 나카타 마키코는 유명사립대학을 수석으로 졸업 후, 엘리트 코스를 밟고 있는 관료이다. 그러나 그 정체는 1일 1악이 기본인 악마 같은 존재이지만, 그녀의 악행이 주위의 행복을 가져오거나, 사건을 해결하는 등 세간으로부터는 〈정의의 아군〉이라 불린다. 요코는 그런 언니에게 괴롭힘당하는 나날을 보내지만, 언니의 결혼으로 그 생활이 변한다.

## 출연진
- 나카타 요코 - 시다 미라이
- 나카타 마키코 - 야마다 유
- 나카타 고로 - 사노 시로
- 나카타 하루코 - 다나카 요시코
- 오카모토 리쿠 - 혼고 가나타
- 시마자키 마이 - 시무라 레나
- 고마쓰 교코 - 나카무라 시즈카
- 모리야마 지카 - 니시우치 마리야
- 고모리 다이치(점보) - 이리에 진기
- 야마시타 미도리 - 다키자와 사오리
- 노가미 과장 - 도쿠이 유
- 요시카와 나오키 - 무카이 오사무
- 노가미 히토미 - 후세 에리

## 주제가
- 오쿠무라 하쓰네 〈혼토와네〉

## 수상 경력
- 제58회 더텔레비전 드라마아카데미상[1]
  - 여우주연상 - 시다 미라이
  - 여우조연상 - 야마다 유